# Hednesford Town Football Club
O Hednesford Town Football Club é um clube de futebol da Inglaterra. Atualmente joga na Northern Premier League, em sua divisão superior, que equivale a 8ªdivisão do futebol inglês.

## Títulos

### Liga
- Campeonato Inglês Sexta Divisão: 1

1994-95

### Copa
- FA Trophy

2003-04
- Southern Football League Cup

2010-11
- Southern Football League Championship Trophy

1994–95